# Países Bajos en la Copa Mundial de Fútbol de 1938
Países Bajos fue una de las 15 selecciones participantes de la Copa Mundial de Fútbol de Francia 1938, la cual fue su segunda participación consecutiva en un mundial.

## Clasificación
Países Bajos enfrentó a Bélgica y Luxemburgo en una triangular para definir a dos clasificados al mundial. Países Bajos venció a Luxemburgo y empató con Bélgica para ser primer lugar del grupo.

## Jugadores
Estos fueron los 22 jugadores convocados para el torneo:

## Resultados
Países Bajos fue eliminado en la primera ronda.
| 5 de junio de 1938 | Checoslovaquia                           | 3-0 (t. s.) | Países Bajos | Stade municipal, Le Havre                                  |                                                            |
|                    | Košťálek 93' · Zeman 111' · Nejedlý 118' | Reporte     |              | Asistencia: 11 000 espectadores Árbitro(s): Lucien Leclerq | Asistencia: 11 000 espectadores Árbitro(s): Lucien Leclerq |